# Plats
Pour les articles homonymes, voir plat.
Plats (prononcé [pla]) est une commune française située dans le Sud-Est de la France et dans la région Rhône-Alpes. Elle se situe dans la vallée du Rhône, en Ardèche, sur les hauteurs de Tournon-sur-Rhône.
Cette commune a reçu la note @@ donnée par le label des villes Internet.
Ses habitants et habitantes sont appelés les Platous.

## Géographie

### Situation et description
Plats est un petit village à l'aspect essentiellement rural. La commune, traversée par le 45e parallèle nord, est de ce fait située à égale distance du pôle Nord et de l'équateur terrestre (environ 5 000 km).

### Communes limitrophes
| Saint-Barthélemy-le-Plain | Tournon-sur-Rhône | Mauves                |
| Colombier-le-Jeune        | Plats             | Glun                  |
| Saint-Sylvestre           |                   | Saint-Romain-de-Lerps |

### Géologie et relief
Plats se situe sur le Massif central, plus exactement sur le plateau ardéchois. Plats est constitué de petites collines. On peut apercevoir à l'ouest le Mézenc et à l'est, la chaîne des Alpes et même le mont Blanc, si le ciel est dégagé.

### Hydrographie
Plats est traversée par douze ruisseaux et accueille les cuves du Duzon.

### Climat
Pour des articles plus généraux, voir Climat d'Auvergne-Rhône-Alpes et Climat de l'Ardèche.
En 2010, le climat de la commune est de type climat des marges montargnardes, selon une étude du CNRS s'appuyant sur une série de données couvrant la période 1971-2000. En 2020, Météo-France publie une typologie des climats de la France métropolitaine dans laquelle la commune est dans une zone de transition entre le climat de montagne et le climat méditerranéen et est dans la région climatique Moyenne vallée du Rhône, caractérisée par un bon ensoleillement en été (fraction d’insolation > 60 %), une forte amplitude thermique annuelle (4 à 20 °C), un air sec en toutes saisons, orageux en été, des vents forts (mistral), une pluviométrie élevée en automne (250 à 300 mm).
Pour la période 1971-2000, la température annuelle moyenne est de 10,7 °C, avec une amplitude thermique annuelle de 17,1 °C. Le cumul annuel moyen de précipitations est de 938 mm, avec 7,8 jours de précipitations en janvier et 5,7 jours en juillet. Pour la période 1991-2020, la température moyenne annuelle observée sur la station météorologique de Météo-France la plus proche, « Colombier Jeune Rad », sur la commune de Colombier-le-Jeune à 6 km à vol d'oiseau, est de 11,6 °C et le cumul annuel moyen de précipitations est de 965,0 mm,. Pour l'avenir, les paramètres climatiques de la commune estimés pour 2050 selon différents scénarios d'émission de gaz à effet de serre sont consultables sur un site dédié publié par Météo-France en novembre 2022.

### Voies de communication et transports
La gare SNCF la plus proche se situe à Tain-L'Hermitage.
Gare TGV la plus proche : gare de Valence.
Aéroport le plus proche : aéroport de Valence - Chabeuil.
Voie d'accès principale : RD 219 (aussi appelée « route aux 99 virages »).

## Urbanisme

### Typologie
Au 1er janvier 2024, Plats est catégorisée bourg rural, selon la nouvelle grille communale de densité à 7 niveaux définie par l'Insee en 2022.
Elle est située hors unité urbaine. Par ailleurs la commune fait partie de l'aire d'attraction de Valence, dont elle est une commune de la couronne,. Cette aire, qui regroupe 71 communes, est catégorisée dans les aires de 200 000 à moins de 700 000 habitants,.

### Occupation des sols
L'occupation des sols de la commune, telle qu'elle ressort de la base de données européenne d’occupation biophysique des sols Corine Land Cover (CLC), est marquée par l'importance des territoires agricoles (50,1 % en 2018), en diminution par rapport à 1990 (53 %). La répartition détaillée en 2018 est la suivante : 
forêts (46,7 %), zones agricoles hétérogènes (35,7 %), prairies (14,4 %), zones urbanisées (3,3 %).
L'évolution de l’occupation des sols de la commune et de ses infrastructures peut être observée sur les différentes représentations cartographiques du territoire : la carte de Cassini (XVIIIe siècle), la carte d'état-major (1820-1866) et les cartes ou photos aériennes de l'IGN pour la période actuelle (1950 à aujourd'hui).

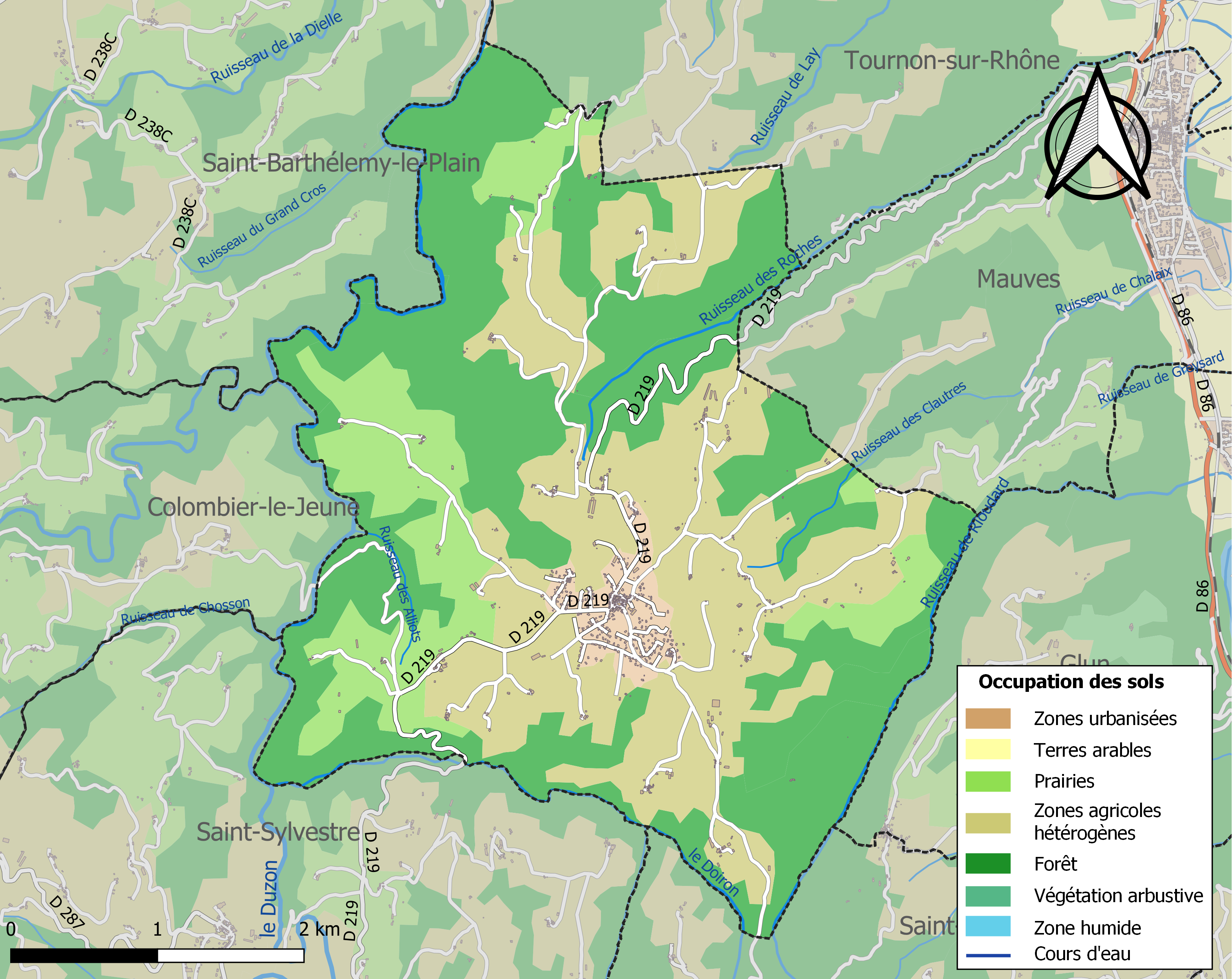
Carte des infrastructures et de l'occupation des sols de la commune en 2018 (CLC).

### Logements
| 1968 | 1975 | 1982 | 1990 | 1999 | 2009 |
| ---- | ---- | ---- | ---- | ---- | ---- |
| 134  | 170  | 183  | 198  | 240  | 329  |

En 2009, le nombre total de logements dans la commune était de 329. Parmi ces logements, 82,6 % étaient des résidences principales, 10,9 % des résidences secondaires et 6,5 % des logements vacants. Ces logements étaient pour une part de 95,9 % des maisons et de 2,7 % des appartements.
La proportion de ménages propriétaires de leur logement était de 84,6 % et celle des locataires était de 14 %.

## Toponymie
Le village de Plats ne s'est pas toujours appelé ainsi. Il s'appelait  Planum en 1275, Plana au XIVe siècle, Plais au XVIIIe siècle avant de devenir Plas puis Plats. Tous ces noms font référence au plateau sur lequel le village est situé.
Le nom de la commune s'écrit プラ en japonais, Пла en russe et 쁠라 en coréen.

## Histoire
Les seigneurs de Tournon possédaient plusieurs communes dont Plats, Vion et Glun.

## Politique et administration
Le maire actuel est Guislain Bernard. Il a été élu en 2020 .(sans étiquette)

### Tendances et résultats politiques

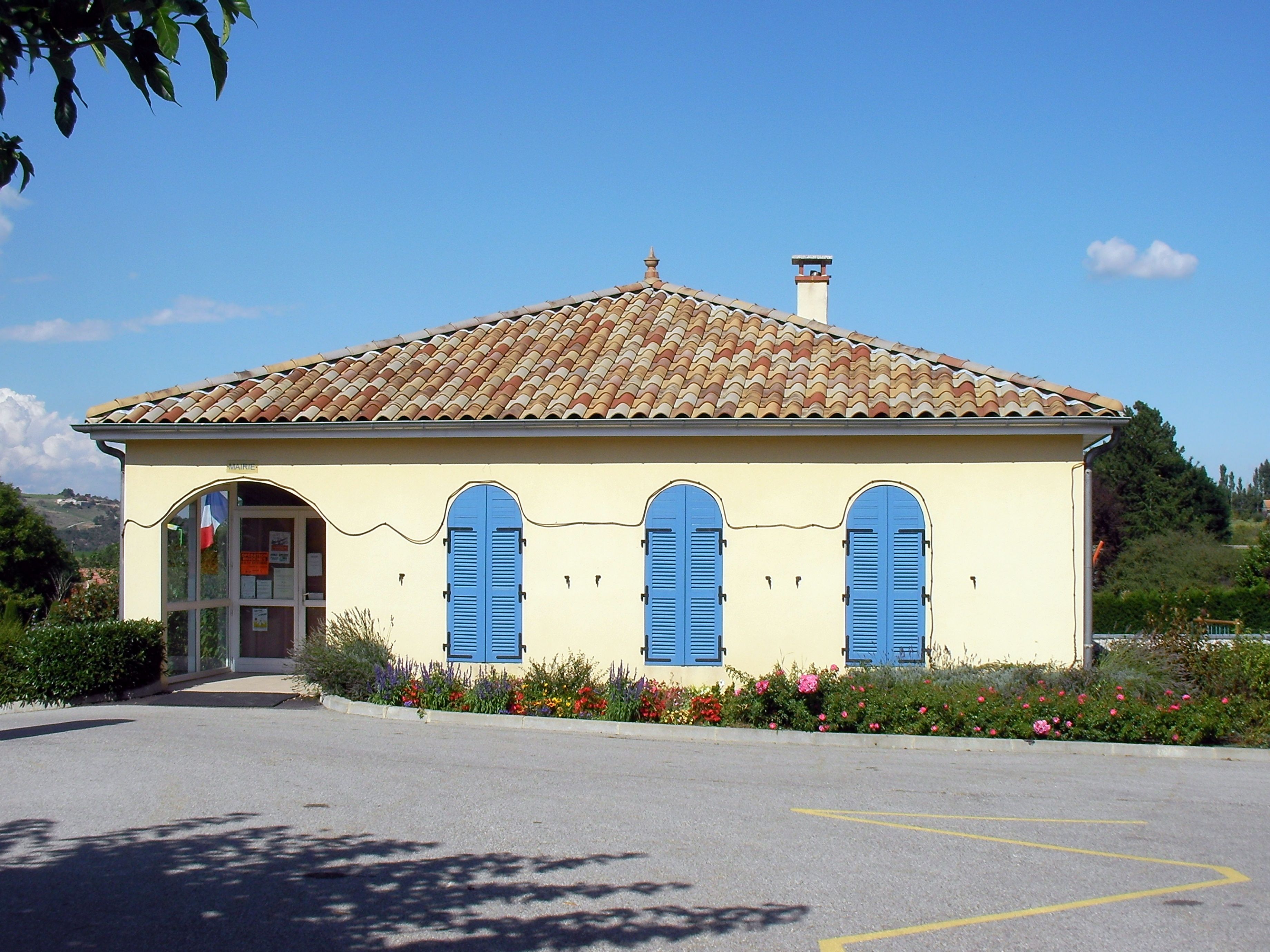
Mairie de Plats.

Élections présidentielles, résultats des deuxièmes tours :
- Élection présidentielle de 2002 : 82,21%  pour Jacques Chirac (RPR), 17,79%  pour Jean-Marie Le Pen (FN), 79,71% de participation[12].
- Élection présidentielle de 2007 : 64,44 % pour Nicolas Sarkozy (UMP), 35,56 % pour Ségolène Royal (PS), 88,69 % de participation[13].
- Élection présidentielle de 2012 : 65,34 % pour Nicolas Sarkozy (UMP), 34,66 % pour François Hollande (PS), 84,63 % de participation[14].
- Élection présidentielle de 2017 : 51,99 % pour Emmanuel Macron (En marche !), 48,01 % pour Marine Le Pen (FN), 85,55 % de participation[15].

Élections législatives, résultats des deuxièmes tours :
- Élections législatives de 2002 : 63,67 % pour M.Gérard Weber (UMP), 36.33 % pour Mme Catherine Rolin (socialiste), 62,06 % de participation[16].
- Élections législatives de 2007 : 44,62 % pour M. Olivier Dussopt (socialiste), 55,38 % pour M. Gérard Weber (UMP), 65,35 % de participation[17].
- Élections législatives de 2012 : 41,19 % pour M. Olivier Dussopt (Socialiste), 58,81 % M. Mathieu Darnaud (UMP), 58,98 % de participation[18].

### Administration municipale
Le nombre d'habitants de la commune étant compris entre 500 et 1 500, le nombre de membres du conseil municipal est de 15.

### Liste des maires
| Période       | Période       | Identité                | Étiquette | Qualité                                          |
| ------------- | ------------- | ----------------------- | --------- | ------------------------------------------------ |
| mars 1929     | mars 1935     | Jean Antoine Traversier |           |                                                  |
| mars 1947     | mars 1959     | Gustave Banc            |           |                                                  |
| mars 1959     | mars 1971     | Paul Chalaye            |           |                                                  |
| mars 1971     | mars 1977     | Lucien Courbis          |           |                                                  |
| mars 1977     | mars 2008     | Gaston Gruat-Laforme    |           |                                                  |
| mars 2008     | juillet 2020  | Laurent Brunel          | DVD       |                                                  |
| juillet 2020  | juin 2020     | Michel Cluzel           |           | Retraité de la fonction publique.                |
| juin 2020     | décembre 2021 | Guislain Bernard        |           | Ancien artisan, commerçant ou chef d'entreprise. |
| décembre 2021 | en cours      | Reynaud Régis           |           | Inconnu.                                         |

### Instances judiciaires et administratives
Plats relève du tribunal d'instance d'Annonay, du tribunal de grande instance de Privas, de la Cour d'appel de Nîmes, du tribunal pour enfants de Privas, du conseil de prud'hommes d'Annonay, du tribunal de commerce d'Aubenas, du tribunal administratif de Lyon et de la Cour administrative d'appel de Lyon.

### Jumelages
Au 28 janvier 2014, Plats n'est jumelée avec aucune commune.

## Population et société

### Démographie

#### Évolution démographique
L'évolution du nombre d'habitants est connue à travers les recensements de la population effectués dans la commune depuis 1793. Pour les communes de moins de 10 000 habitants, une enquête de recensement portant sur toute la population est réalisée tous les cinq ans, les populations de référence des années intermédiaires étant quant à elles estimées par interpolation ou extrapolation. Pour la commune, le premier recensement exhaustif entrant dans le cadre du nouveau dispositif a été réalisé en 2005.

En 2022, la commune comptait 836 habitants, en évolution de −1,76 % par rapport à 2016 (Ardèche : +2,48 %, France hors Mayotte : +2,11 %).
| 1793 | 1800 | 1806 | 1821 | 1831 | 1836 | 1841 | 1846 | 1851 |
| ---- | ---- | ---- | ---- | ---- | ---- | ---- | ---- | ---- |
| 700  | 458  | 644  | 611  | 484  | 704  | 758  | 780  | 773  |

| 1856 | 1861 | 1866 | 1872 | 1876 | 1881 | 1886 | 1891 | 1896 |
| ---- | ---- | ---- | ---- | ---- | ---- | ---- | ---- | ---- |
| 802  | 810  | 846  | 803  | 810  | 775  | 800  | 713  | 667  |

| 1901 | 1906 | 1911 | 1921 | 1926 | 1931 | 1936 | 1946 | 1954 |
| ---- | ---- | ---- | ---- | ---- | ---- | ---- | ---- | ---- |
| 641  | 640  | 561  | 559  | 533  | 523  | 484  | 438  | 410  |

| 1962 | 1968 | 1975 | 1982 | 1990 | 1999 | 2005 | 2006 | 2010 |
| ---- | ---- | ---- | ---- | ---- | ---- | ---- | ---- | ---- |
| 384  | 350  | 321  | 381  | 443  | 509  | 709  | 708  | 793  |

| 2015 | 2020 | 2022 | - | - | - | - | - | - |
| ---- | ---- | ---- | - | - | - | - | - | - |
| 843  | 843  | 836  | - | - | - | - | - | - |

#### Pyramide des âges
En 2021, le taux de personnes d'un âge inférieur à 30 ans s'élève à 36,6 %, soit au-dessus de la moyenne départementale (29,7 %). À l'inverse, le taux de personnes d'âge supérieur à 60 ans est de 18,5 % la même année, alors qu'il est de 32,8 % au niveau départemental.
En 2021, la commune comptait 413 hommes pour 426 femmes, soit un taux de 50,77 % de femmes, légèrement inférieur au taux départemental (51,22 %).
Les pyramides des âges de la commune et du département s'établissent comme suit :
| Hommes | Classe d’âge | Femmes |
| ------ | ------------ | ------ |
| 0,0    | 90 ou +      | 0,5    |
| 3,4    | 75-89 ans    | 4,0    |
| 16,3   | 60-74 ans    | 12,7   |
| 23,4   | 45-59 ans    | 24,8   |
| 21,6   | 30-44 ans    | 20,1   |
| 16,3   | 15-29 ans    | 15,1   |
| 18,9   | 0-14 ans     | 22,8   |

| Hommes | Classe d’âge | Femmes |
| ------ | ------------ | ------ |
| 1      | 90 ou +      | 2,5    |
| 9      | 75-89 ans    | 11,4   |
| 20,8   | 60-74 ans    | 21,1   |
| 21,2   | 45-59 ans    | 20,3   |
| 16,9   | 30-44 ans    | 16,5   |
| 14,2   | 15-29 ans    | 12,6   |
| 17     | 0-14 ans     | 15,6   |

### Enseignement
La commune est rattachée à l'académie de Grenoble. Il existe une école primaire publique à Plats ainsi qu'une garderie/cantine.

### Santé
Le centre hospitalier le plus proche se situe à Tournon-sur-Rhône. La mairie de Plats est équipée d'un défibrillateur automatique. II y a aussi des infirmières à domicile.

### Sports

Logo du rugby club de Plats.

Il y a un club et un terrain de rugby à Plats.
Une association d'Airsoft [Lequel ?] y a également son terrain de jeu principal[réf. souhaitée].

#### Associations
La commune compte 11 associations en 2023, dans les catégories suivantes :
Education, Enfance, jeunesse : 2
Sport : 4
Sport et loisirs : 5

### Médias
Deux journaux sont distribués dans les réseaux de presse desservant la commune :
- L'Hebdo de l'Ardèche est un journal hebdomadaire français basé à Valence. Il couvre l'actualité de tout le département de l'Ardèche.
- Le Dauphiné libéré est un journal quotidien de la presse écrite française régionale distribué dans la plupart des départements de l'ancienne région Rhône-Alpes, notamment l'Ardèche. La commune est située dans la zone d'édition d'Annonay-Nord-Ardèche.

### Cultes
La communauté catholique de Plats est rattachée à la paroisse « Saint-Pierre de Crussol », elle-même rattachée au diocèse de Viviers.

## Économie

### Revenus de la population et fiscalité
En 2010, le revenu fiscal médian par ménage était de 33 502 €, ce qui plaçait Plats au 8 479e rang parmi les 31 525 communes de plus de 39 ménages en métropole.

### Emploi, entreprises et commerces
Au 31 décembre 2010, Plats comptait 61 établissements : 22 dans l’agriculture-sylviculture-pêche, 1 dans l'industrie, 4 dans la construction, 27 dans le commerce-transports-services divers et 7 étaient relatifs au secteur administratif.
En 2011, 8 entreprises ont été créées à Plats, toutes par des auto-entrepreneurs.

## Culture locale et patrimoine

### Lieux et monuments
- Le château de Suzeux est constitué d'un bâtiment d'époque Renaissance accolé à des parties qui semblent plus anciennes, ainsi qu'à deux tours, une tour ronde et une tour carrée.
- Église Notre-Dame-de-la-Nativité de Plats.

### Patrimoine naturel
Le sentier de grande randonnée 42 traverse le territoire communal.

### Personnalités liées à la commune
Marie-France Banc (1876 - 1965), Juste parmi les nations. Elle est née à Plats et morte à Saint-Félicien, une plaque commémorative a été installée dans le village.

### Héraldique et logotype
| Blason de Plats. | La commune de Plats ne dispose pas de blason. Elle s'est dotée d'un logotype. | Logotype de Plats. |